# Die Frau des Pilatus
Die Frau des Pilatus ist eine Novelle von Gertrud von le Fort, die 1955 im Insel-Verlag in Wiesbaden erschien.
Claudia Procula opfert sich für den geliebten Gatten Pontius Pilatus und für das Christentum.

## Inhalt
Im 1. Jahrhundert n. Chr. erzählt man sich in Rom, jener Pontius Pilatus, der seinerzeit in Judäa als Prokurator Jesus von Nazareth kreuzigen ließ, habe sich in Helvetien das Leben genommen.
Am Vorabend der erbarmungslosen Verurteilung des unschuldigen Jesus von Nazareth hatte Claudia Procula in Jerusalem ein folgenreiches Traumgesicht gehabt. Daraufhin hatte Claudia den Gatten gebeten, den Angeklagten freizusetzen. Pilatus hatte die Bitte einfach überhört, weil er diese überhaupt nicht verstanden hatte. Es war um das Erbarmen Gottes gegangen, das aus den Augen Jesu gesprochen hatte. Ein römischer Prokurator aber kennt kein Erbarmen.
Jahre später, als Pilatus – inzwischen gealtert – aus Judäa längst zurückgerufen worden war, werden Schuldige für einen Brand im Armenviertel Roms gesucht und in den schuldlosen römischen Nazarenern gefunden. Der Kaiser betraut Pilatus mit der Verhaftung der Nazarener. Pilatus, der bei den Gefangennahmen nicht persönlich zugegen ist, muss zu seiner Bestürzung erfahren, dass sich seine geliebte Gattin unter den Inhaftierten befindet. Claudia hatte die Zusammenkünfte der Nazarener wiederholt aufgesucht, war der Taufe jedoch aus dem Weg gegangen. Somit wurde sie von den verfolgten Nazarenern als verdächtige Person angesehen. Am Tag der Gefangennahme war sie doch wieder zu den Nazarenern hingegangen, hatte sich den hohnlachenden Legionären furchtlos entgegengestellt und war zusammen mit den Christen verhaftet worden.
Es hieß, ein Sklave des Pilatus habe Claudia als Nazarenerin verraten.  Als Claudia gemeinsam mit den Nazarenern im Zirkus vor die Löwen treten muss, weidet sich der Imperator am Entsetzen des Pilatus. Claudia empfängt die Bluttaufe.

## Form
Der Text ist in Briefform abgefasst. Die Legion des Quintus Crassus wird von Rom nach Gallien verlegt. Die Griechin Praxedis, eine Freigelassene, vertraut einem der Tribunen einen Bericht für Julia, die Frau des Decius Gallicus in Vienna, an. In dem Schreiben wird das Schicksal von Claudia Procula – das war die Herrin der Griechin – geschildert.
Die Novelle lebt vom Element der einmaligen Wiederholung eines Begehrens. Als junge Frau bittet Claudia den Gatten, wie oben skizziert, von der Verurteilung des Gefangenen Jesus von Nazareth Abstand zu nehmen. Pilatus begreift nicht die Wirkung des Blicks Jesu Christi auf die Menschen um sich her. Etwa dreißig Jahre später wiederholt Claudia ihre Bitte. Die Frau fleht diesmal Pilatus an, die am Brand unschuldigen römischen Christen nicht zu inhaftieren. Zwar unternimmt der alternde Pilatus beim zweiten Mal ausführlichere Rechtfertigungsversuche, doch er hört wieder nicht. Da tritt Claudia den Legionären unerschrocken entgegen; stellt sich – wie schützend – vor die römischen Nazarener, um den geliebten Gatten „vor einer zweiten Schuld zu bewahren“.